# Alfred Broß
Alfred Broß (* 14. Oktober 1897 in Elgersweier; † 7. Juni 1969 in Offenburg) war ein deutscher Eisenbahnbeamter und Politiker.

## Leben
Der katholische Alfred Broß wurde als zehntes Kind eines Landwirts geboren. Er besuchte die Volksschule und das Gymnasium Offenburg bis zur Sekunda. Zur Berufsausbildung besuchte er eine Fachschule und trat als Beamter in den Eisenbahndienst ein. Von 1916 bis 1918 wurde Broß in den Kriegsdienst eingezogen. 1922 heiratete er. Wegen politischer Unzuverlässigkeit wurde er in der Zeit des Nationalsozialismus immer wieder von einer beruflichen Beförderung zurückgestellt. Nach Ende des Zweiten Weltkriegs 1945 wurde er Leiter des Bahnhofs Offenburg. 1946/47 nahm Broß die politischen Tätigkeiten in der Fraktion der Badischen Christlich-Sozialen Volkspartei (BCSV) im Gremium der Beratenden Landesversammlung Baden auf. Zum 21. März 1949 wurde er Präsident des Eisenbahn-Verkehrsrats der Betriebsvereinigung der Südwestdeutschen Eisenbahnen (SWDE), der „Staatsbahn“ der französisch besetzten Zone. Nach der Eingliederung der BCSV in die Christlich Demokratische Union Deutschlands (CDU) war er für diese Partei weiterhin politisch tätig. Ab 1947 bis zur Gründung des Bundeslandes Baden-Württemberg 1952 war er Mitglied des Badischen Landtags in der ersten (verlängerten) Legislaturperiode seiner Partei. Broß verstarb am 7. Juni 1969 in Offenburg.